# Tan Dun
Tan Dun (chin. upr. 谭盾, chin. trad. 譚盾, pinyin Tán Dùn; ur. 18 sierpnia 1957 w Simao, prowincja Hunan) – chiński kompozytor muzyki filmowej, filharmonicznej oraz oper. Absolwent Centralnego Konserwatorium w Pekinie. W 1993 roku otrzymał tytuł doktora Uniwersytetu Columbia w Nowym Jorku. Znany jest z takich ścieżek filmowych jak Hero czy Przyczajony tygrys, ukryty smok.
Wychowany w niewielkiej wiosce, w latach 80. przeprowadził się do Nowego Jorku, gdzie rozpoczął studia pod okiem tamtejszych awangardzistów. Wśród jego mistrzów był między innymi John Cage czy Philip Glass.
Jest autorem utworu, który otworzył targi China Expo 2010, a także autorem Internetowej Symfonii napisanej na zamówienie YouTube Symphony Orchestra.